# 海伦娜·德拉加什
海伦娜·德拉加什（约1372年—1450年3月23日）是拜占庭帝国皇帝曼努埃尔二世的皇后，塞尔维亚贵族康斯坦丁·德亚诺维奇之女。
当曼努埃尔二世于1425年去世后，海伦娜成为了一名修女。1448年其长子、继曼努埃尔二世为帝的约翰八世去世后，她帮助其子君士坦丁夺得了皇位。君士坦丁继位之后，自称为君士坦丁十一世·德拉加什·巴列奥略，其中的“德拉加什”便来自其母亲的姓名。
1450年，海伦娜在君士坦丁堡逝世。她死后被东正教封为圣人，称为圣伊波莫尼（Ὑπομονὴ）。其纪念日为5月29日，即君士坦丁堡陷落、其子君士坦丁十一世战死的日子。

## 子女
海伦娜·德拉加什于1392年2月10日与曼努埃尔二世成婚，他们的子女包括：
- 长女，其名不详
- 君士坦丁·巴列奥略，早夭
- 约翰八世·巴列奥略（1392年－1448年），拜占庭皇帝（1425年至1448年在位）
- 安德洛尼卡·巴列奥略（？－1429年）
- 次女，其名不详
- 狄奥多尔二世·巴列奥略（？－1448年）
- 米海尔·巴列奥略，早夭
- 君士坦丁十一世·巴列奥略（1405年－1453年），摩里亚专制君主，拜占庭末代皇帝（1448年－1453年在位）
- 季米特里奥斯·巴列奥略（约1407年－1470年），摩里亚专制君主
- 托马斯·巴列奥略（约1409年－1465年），摩里亚专制君主